# Pimenteiras
Pimenteiras est une municipalité brésilienne située dans l'État du Piauí.